# Stazione di Cagnano Varano
La stazione di Cagnano Varano è una stazione ferroviaria della ferrovia San Severo-Peschici a servizio del comune di Cagnano Varano, in provincia di Foggia.
È gestita dalle Ferrovie del Gargano.